# 阿尔古埃勒
阿尔古埃勒（法語：Arguel，亦作，法語發音：[aʁɡwɛl]）是法国上法蘭西大區索姆省的一个市镇，属于亚眠区。

## 地理
阿尔古埃勒（49°52'0"N, 1°48'6"E）面积2.54 平方千米，位于法国上法蘭西大區索姆省，该省份为法国北部沿海省份，北起加来海峡省和北部省，西接滨海塞纳省和大西洋英吉利海峡，南至瓦兹省，东临埃纳省。
与阿尔古埃勒接壤的市镇（或旧市镇、城区）包括：昂丹维尔、弗雷讷维尔、利约梅尔、勒凯讷、圣欧班里维耶尔、圣莫尔维、维莱康普萨尔。
阿尔古埃勒的时区为UTC+01:00、UTC+02:00（夏令时）。

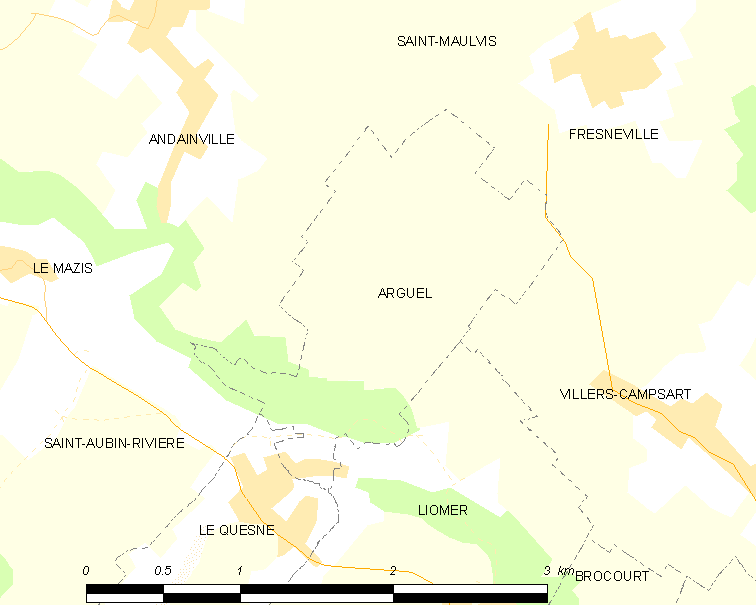
阿尔古埃勒的OSM定位图

## 行政
阿尔古埃勒的邮政编码为80140，INSEE市镇编码为80026。

## 政治
阿尔古埃勒所属的省级选区为皮卡第地区普瓦县。

## 人口

1962-2008年间阿尔古埃勒人口变化图示

阿尔古埃勒于2022年1月1日时的人口数量为32人。